# Уравнение на Дрейк
Уравнението на Дрейк е формула, която на базата на допускания, се опитва да оцени колко са технологично-развитите цивилизации в Млечният път, които биха имали възможността и желанието да осъществят контакт. Предложено е за първи път от астрофизика Франк Дрейк през 1961 г.
{\displaystyle N=R~\times ~f_{p}~\times ~n_{e}~\times ~f_{l}~\times ~f_{i}~\times ~f_{c}~\times ~f_{L}}, където:
N – броят цивилизации, с които контактът би бил възможен;
R – броят звезди в нашата галактика;
fp – каква част от звездите имат планетни системи (оценките са от 20% до 80%);
ne – среден брой планети за всяка звезда с планетна система, на които може да започне живот (оценките са от 0,5 до 6);
fl – на каква част от предходните планети ще протече еволюция (оценките са повече от 0% и по-малко или равно на 100%);
fi – на каква част от предходните планети животът ще еволюира до цивилизация (оценките са повече от 0% и по-малко или равно на 100%);
fc – на каква част от предходните планети, цивилизацията ще достигне развитие до ниво радиокомуникация (оценките са от 5% до 25%);
fL – каква част от цялото време за съществуване на планетата, радиокомуникационна цивилизация ще оцелее (оценките са трудни – напр. Земята, ако нашата цивилизация оцелее още 1 млрд. години, то този параметър ще е ~10%).
Резултатите от Уравнението на Дрейк могат да варират от нула до милиарди. Някои считат, че уравнението не може да отговори на въпроса, който само си поставя. Други твърдят, че по-важни са въпросите, които сами си задаваме, докато се опитваме да изчисляваме.
Примерно изчисление:
N = 300 млрд. x 20% x 0,5 x 20% x 1% x 5% x 10% = 300 хил. цивилизации, владеещи радиокомуникации.
Според някои теоритици неизвестното fi трябва да се занижи значително, понеже за 3,5 милиарда години еволюция на земята, едва през последните 100 години имаме възможност за извън планетарен контакт. Предполага се, че вероятността живите организми да еволюират до разумни същества е 1 към 35 милиона, от което се получават няколко десетки технологично развити цивилизации в нашата галактика.
След като галактика „Млечен път“ е с диаметър от 110 000 светлинни години, при наличието на няколко десетки технологично развити цивилизации, отстоянието между тях ще е хиляди светлинни години и никоя няма да знае къде е другата.